# Bijtschildpadden (familie)
Bijtschildpadden of bijt- en alligatorschildpadden (Chelydridae) zijn een kleine familie uit de orde schildpadden en de superfamilie Chelydroidea.

## Naam en indeling
De wetenschappelijke naam van de groep werd voor het eerst voorgesteld door William Swainson in 1951. Er zijn vijf soorten, inclusief de pas in 2014 beschreven soort Macrochelys suwanniensis. Bijtschildpadden vormden lange tijd de enige familie uit de superfamilie Chelydroidea, tot in 2021 de families tabascoschildpadden (Dermatemydidae) en de modder- en muskusschildpadden (Kinosternidae) aan de groep werden toegevoegd op basis van nieuwe inzichten. Vroeger werd de grootkopschildpad (Platysternon megacephalum) tot de bijtschildpadden gerekend.
De naam Chelydridae betekent 'Chelydra-achtigen' en is afgeleid van het geslacht Chelydra. Deze naam is mogelijk weer afgeleid van het Griekse chélydros, dat zowel giftige waterslang als schildpad betekent.

### Geslachten
De familie omvat de volgende geslachten, met de auteur, het soortenaantal en het verspreidingsgebied.
| Naam                        | Auteur           | Soorten | Verspreidingsgebied |
| --------------------------- | ---------------- | ------- | --- |
| Bijtschildpadden (Chelydra) | Schweigger, 1812 | 3       | Noord-, Midden- en Zuid-Amerika; Honduras, Nicaragua, Costa Rica, Panama, Colombia, Ecuador, Mexico, Belize, Guatemala, Canada, Verenigde Staten |
| Macrochelys                 | Gray, 1856       | 2       | Noord-Amerika; Verenigde Staten |

## Uiterlijke kenmerken
Zoals de naam al aangeeft, zijn al deze agressieve soorten berucht om de sterke kaakspieren en grote, snavelachtige kaken. De buikbepantsering is gereduceerd door een enkele benen brug die het rugschild met de buikzijde verbindt. Het rugschild is vaak voorzien van grote bobbels zodat de lichaamscontouren moeilijker te zien zijn. De mannetjes worden groter dan de vrouwtjes, dit is met name het geval binnen het geslacht Macrochelys en in mindere mate bij de Chelydra-soorten. Bijtschildpadden behoren tot de grootste zoetwaterschildpadden ter wereld, Chelydra-mannetjes kunnen een schildlengte tot 80 centimeter bereiken en een gewicht tot 113 kilogram.

## Levenswijze

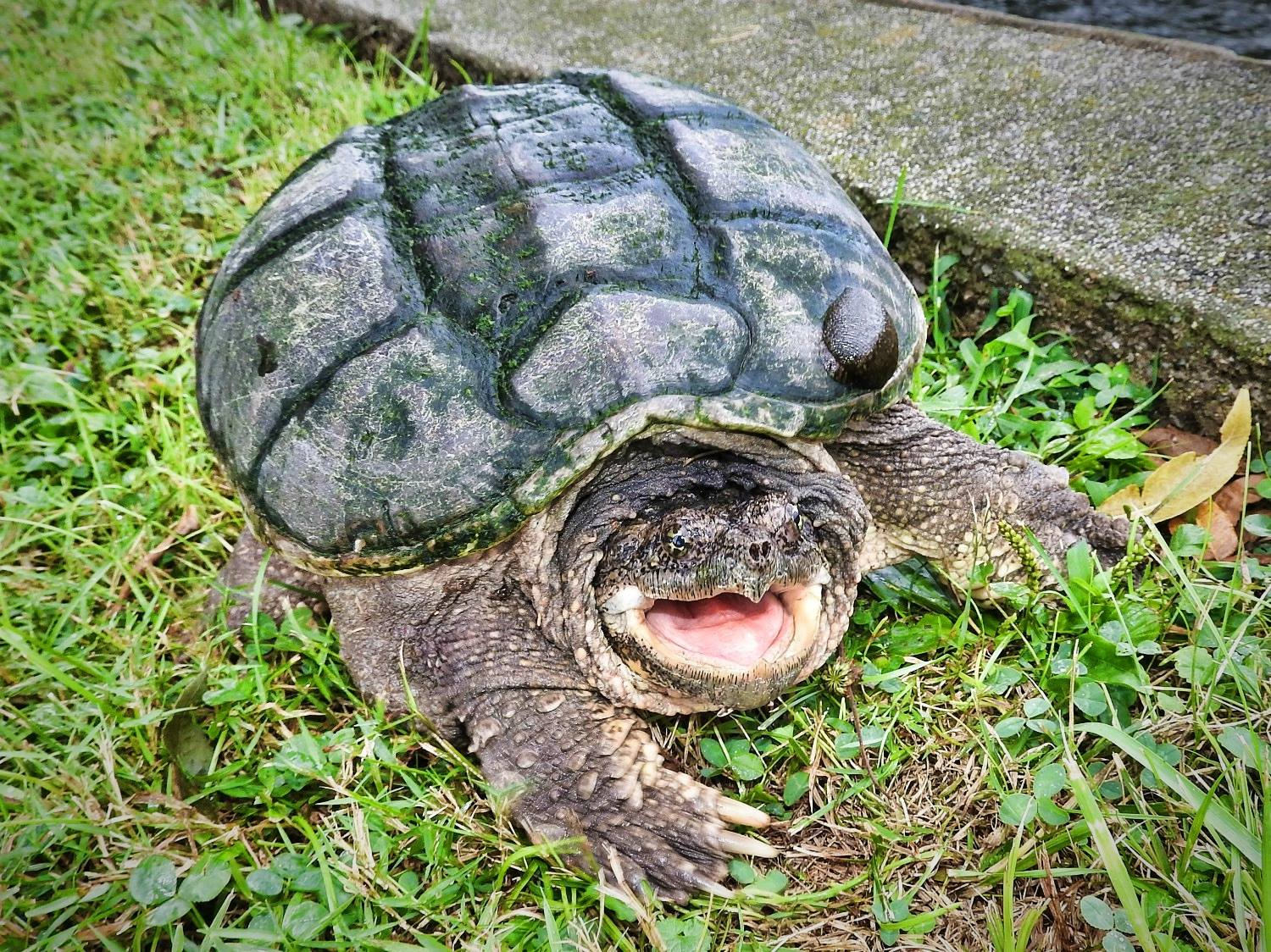
Dreighouding van de bijtschildpad (Chelydra serpentina).

De schildpadden kunnen nauwelijks zwemmen maar lopen langzaam op de bodem van ondiepe poelen, foeragerend naar voedsel. Het menu bestaat voornamelijk uit vis, maar ook waterplanten en aas worden wel gegeten. Als de dieren worden belaagd kan de kop niet in het schild worden teruggetrokken en zijn ze genoodzaakt om van zich af te bijten. Bijtschildpadden kunnen hevig bloedende verwondingen veroorzaken en kunnen beter worden vermeden door mensen.

## Verspreiding en habitat
De soorten komen voor in delen van Noord-, Midden- en Zuid-Amerika en leven in de landen Honduras, Nicaragua, Costa Rica, Panama, Colombia, Ecuador, Mexico, Belize, Guatemala, Canada en de Verenigde Staten. Chelydra acutirostris is de enige soort die tot in noordelijk Zuid-Amerika te vinden is.
Doordat de schildpadden erg populair zijn als voedsel in Azië worden ze hier gekweekt in schildpaddenfarms, onder andere in Japan maar ook in andere landen zoals Noord-Korea. Sommige soorten hebben zich hier permanent gevestigd in de natuur omdat ze uit de farms zijn ontsnapt.

## Beschermingsstatus
Door de internationale natuurbeschermingsorganisatie IUCN is aan drie soorten een beschermingsstatus toegewezen. Twee schildpadden worden beschouwd als 'kwetsbaar' (Vulnerable of VU) en een als 'veilig' (Least Concern of LC).